# Cristian Măcelaru
Cristian Măcelaru (n. 15 martie 1980, Timișoara, România) este un dirijor român, director muzical și dirijor al Festivalului de Muzică Contemporană Cabrillo, California (din august 2017) și dirijor principal al Orchestrei Simfonice a Radiodifuziunii din Köln (începând cu stagiunea 2019/20).
De asemenea din 1 septembrie 2020 Măcelaru este directorul muzical al Orchestrei naționale a Frantei. În septembrie 2022 i s-a prelungit contractul până în 2027. 

## Biografie
Cristian Măcelaru s-a format ca violonist în România, în orașul Timișoara. „Am crescut într-o familie cu 10 frați în care era un program foarte bine definit vizavi de școală și studiul muzical – declară artistul. La sfârșitul clasei a doua am început să cânt în orchestra bisericii. Activitățile din casă se reduceau la făcut focul și ce era strict necesar pentru că eram cel mai mic. Din clasa a cincea m-am axat foarte mult pe concursuri naționale și internaționale de vioară. Dimineața eram la școală, iar ziua studiam.”  Toți cei 10 frați urmau acest program: școală dimineața, studiu muzical în restul zilei. De la vârsta de 17 ani, s-a stabilit în Statele Unite ale Americii.

## Debut
Măcelaru a intrat în atenția publicului american în februarie 2012, când a dirijat Chicago Symphony Orchestra ca înlocuitor al lui Pierre Boulez în spectacole apreciate pozitiv de critici.                                                        Câștigător al Premiului Solti pentru Dirijori în 2014, după ce obținuse în 2012 Premiul Solti pentru Dirijori în devenire, o onoare prestigioasă care nu mai fusese acordată decât o singură dată în istoria Fundației Solti. A participat la desfășurarea programelor Tanglewood Music Center și Aspen Music Festival, studiind sub David Zinman, Rafael Frühbeck de Burgos, Oliver Knussen și Stefan Asbury. Studiile sale principale au fost cu Larry Rachleff la Rice University, unde a obținut masteratul ca dirijor și violonist de performanță. A absolvit studii universitare la vioara de performanță la Universitatea din Miami. Violonist realizat la o vârstă fragedă, Măcelaru a fost cel mai tânăr concertmaistru din istoria Orchestrei Simfonice din Miami debutând la Carnegie Hall la vârsta de 19 ani. De asemenea, în august 2017, Cristian Măcelaru a preluat poziția de director muzical al Festivalului de Muzică Contemporană Cabrillo de la Santa Cruz – cel mai vechi eveniment de acest fel dedicat creației noi în Statele Unite ale Americii.

## Printre marii dirijori ai lumii
Pe lângă Philadelphia Orchestra, Măcelaru dirijează cu regularitate orchestre de top din America de Nord precum: Chicago Symphony, Filarmonica din New York, Filarmonica din Los Angeles, Orchestra Simfonică Națională, San Francisco Symphony, Saint Louis Symphony, Toronto Symphony și Detroit Symphony.  În sezonul 2016/17, a condus Symphonieorchester des Bayerischen Rundfunks în două programe separate și a debutat cu Orchestra Regală Concertgebouw, WDR Sinfonieorchester Köln, Weimar Staatskapelle, Royal Flemish Philharmonic și New Japan Philharmonic cu Anne-Sophie Mutter ca solistă. În ultimele sezoane, apare la Deutsches Symphonie-Orchester Berlin, Radio-Sinfonie-Orchester Frankfurt, Göteborgs Symfoniker, Filarmonica din Rotterdam, City of Birmingham Symphony Orchestra, Halle Orchestra, Royal Scottish National Orchestra, BBC Symphony Orchestra Londra, Orchestra Națională a Franței Paris și Orchestra Națională din Lyon.
Din stagiunea 2019-2020 Măcelaru este dirijor principal al Orchestrei Simfonice a Radiodifuziunii din Köln. De asemenea din 1 septembrie 2020 Macelaru este directorul muzical al Orchestrei naționale a Frantei. În septembrie 2022 i s-a prelungit contractul până în 2027. În această ultimă calitate la 14 iulie 2022 el a dirijat Orchestra Națională a Franței în concertul festiv de la Paris cu ocazia Zilei Naționale a Franței.

### Viața privată
Cristian Măcelaru este căsătorit cu Cheryl, fagotistă, cu care are doi copii.Între 2011-2019 au locuit la Philadelphia, iar din vara 2022 locuiesc la Paris.

## Premii și onoruri
- 2012 - Premiul pentru dirijori în ascensiune al Fundației Solti
- 2014 - Premiul Georg Solti pentru dirijat
- 2020 - Premiul Grammy la categoria 'Cea mai bună interpretare instrumentală solo' pentru albumul ce cuprinde lucrări de Wynton Marsalis - Concertul în re major pentru vioară și orchestră și Suita pentru vioară[7]

În 2024, albumul muzical George Enescu Symphonies 1-3 - Romanian Rhapsodies 1&2 realizat de Orchestra Națională a Franței sub bagheta lui Cristian Măcelaru a fost premiat cu Diapason d'Or și Choc Classica pentru acel an la categoria „muzică simfonică”.

## External links
- Cristian Măcelaru - pagina oficială